# Мілеюв (Великопольське воєводство)
Мілеюв (пол. Milejów) — село в Польщі, у гміні Кавенчин Турецького повіту Великопольського воєводства.
Населення — 263 особи (2011).
У 1975-1998 роках село належало до Конінського воєводства.

## Демографія
Демографічна структура станом на 31 березня 2011 року:
|          | Загалом | Допрацездатний вік | Працездатний вік | Постпрацездатний вік |
| -------- | ------- | ------------------ | ---------------- | -------------------- |
| Чоловіки | 122     | 22                 | 87               | 13                   |
| Жінки    | 141     | 21                 | 83               | 37                   |
| Разом    | 263     | 43                 | 170              | 50                   |